# أسيمو

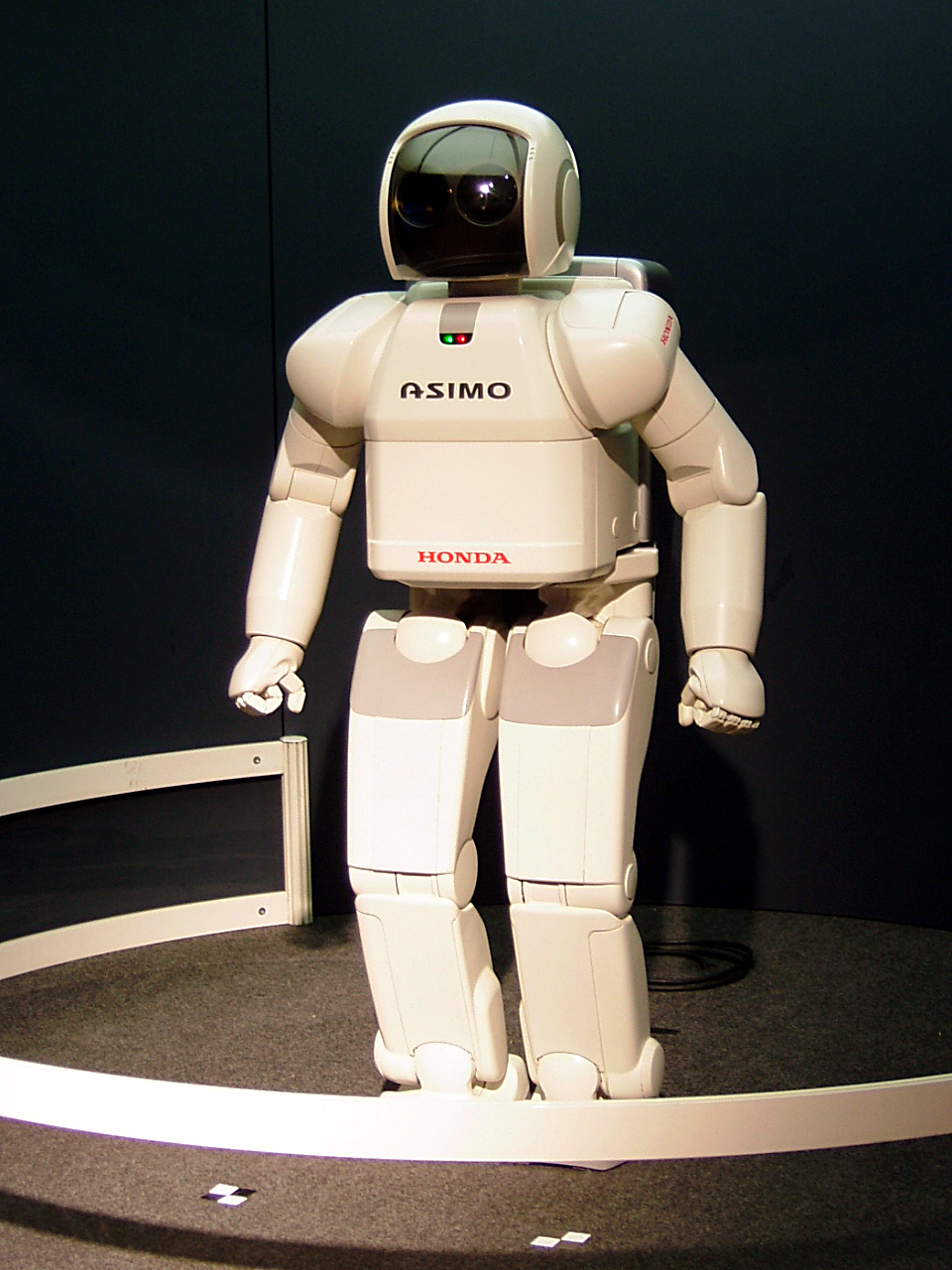
أسيمو في معرض إكسبو 2005

أسيمو (باليابانية: アシモ أشيمو) إنسان آلي (روبوت) صنع في مخابر شركة هوندا للبحث والتطوير التقني في اليابان. يبلغ طوله 130 سم، ويزن 54 كم، يمثل الروبوت رائد فضاء صغير يرتدي حقيبة على ظهره ويستطيع المشي أو الركض على قدمين بسرعات تصل إلى 6 كم/ساعة.
تم تصنيع أسيمو بحلول فبراير 2009، كان هناك أكثر من 100 وحدة أسيمو  كلفة تصنيع كل منها حوالي مليون دولار (¥ 106٬710٬325 أو € +638186 أو £ 504720).

## التسمية
الاسم الرسمي هو الاسم المختصر لكلمة "Advanced Step in Innovative Mobility" والتي تعني «خطوة متقدمة في النقل الإبداعي».
وصرحت هوندا رسميا  بأن اسم الروبوت لا يشير إلى كاتب الخيال العلمي ومخترع قوانين الروبوتات الثلاثة إسحاق أسيموف.

## تاريخ التطوير

### نماذج تجريبية

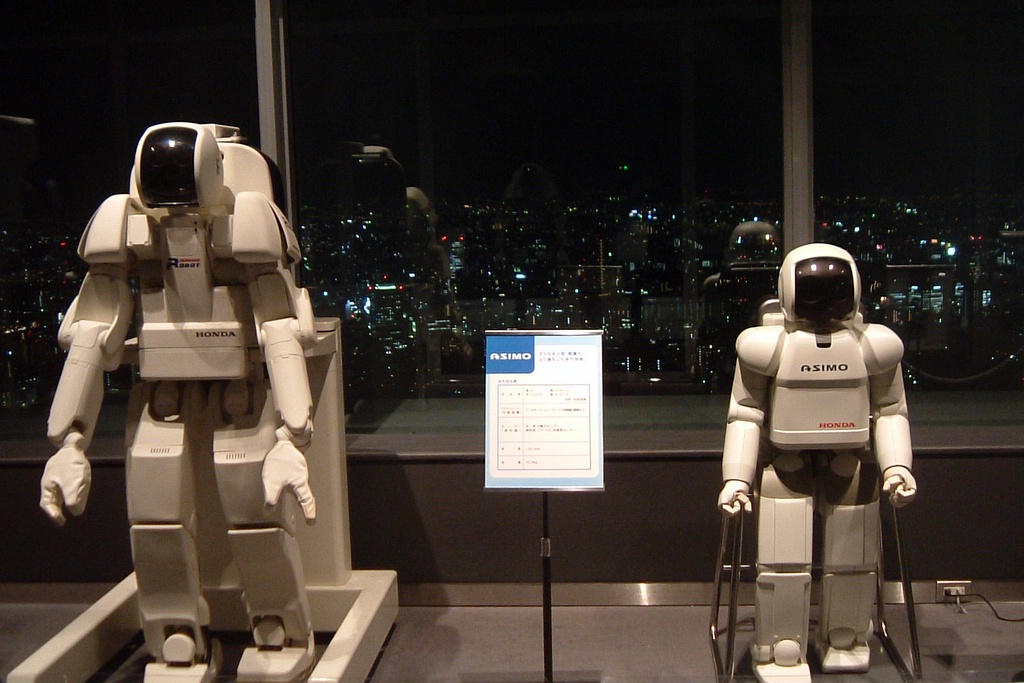
P3 النموذجية (إلى اليسار) مقارنة اسيمو

- E0 كشف في عام 1986 [4]
- E1 كشف في عام 1987 [5]
- E2 كشف في عام 1987 [5]
- E3 كشف في عام 1987 [5]
- E4 كشف في عام 1991 [6]
- E5 كشف في عام 1991 [6]
- E6 كشف في عام 1991 [6]

### نماذج إنسالية
- P1 كشف في عام 1993 [7]
- P2 كشف في عام 1996 [7]
- P3 كشف في عام 1997 [7]

### أسيمو
- كشف عن أسيمو في عام 2000 [8]
  - وكشف عن أسيمو للاستئجار في عام 2001 [9]
  - كشف عن أسيمو الذكي  في عام 2002 [10]
- كشف عن الجيل المقبل من أسيمو في عام 2004 [11]
- كشف النقاب عن أسيمو الجديد في عام 2005 [12]

## ملامح والتكنولوجيا

### المواصفات

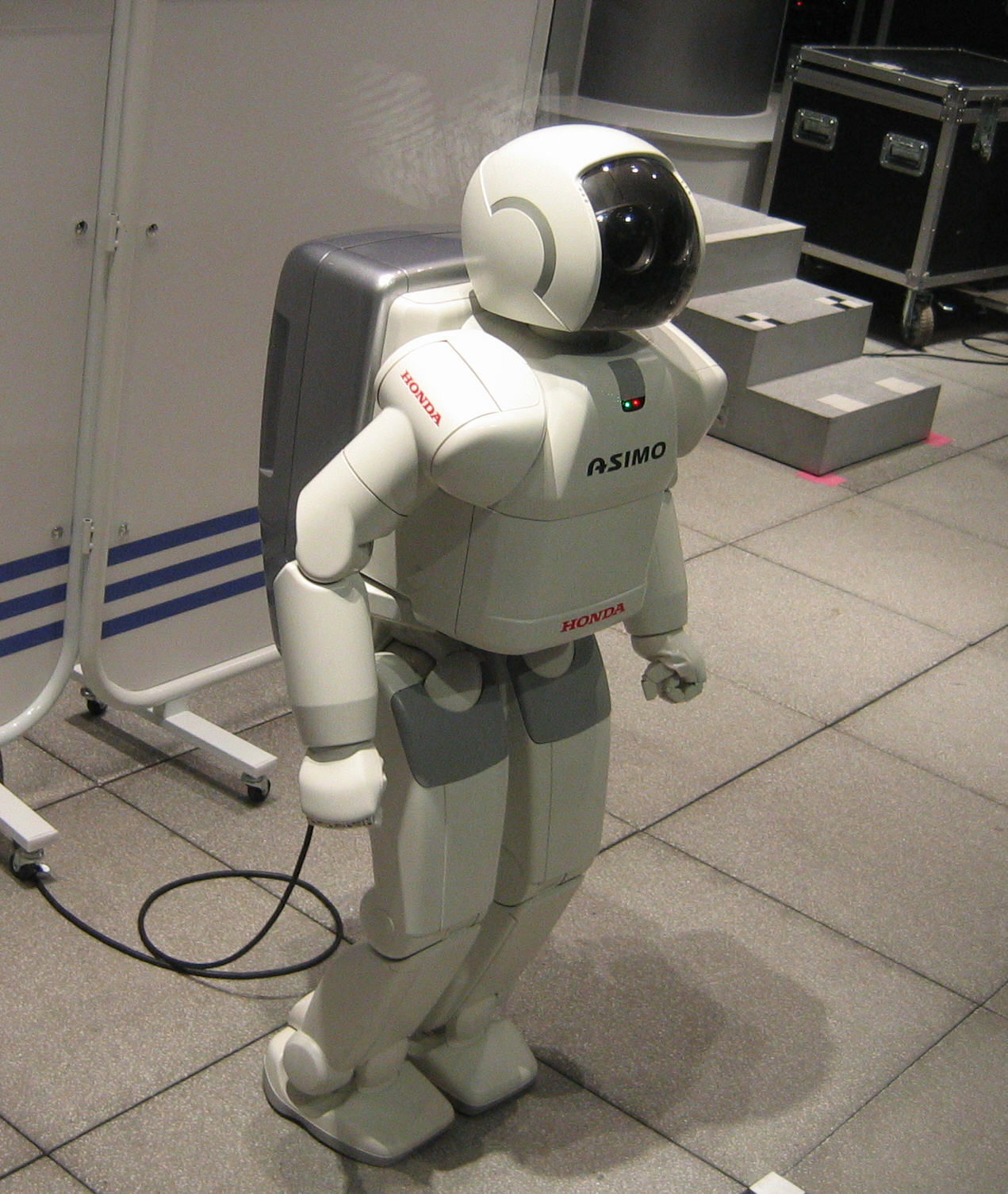
الأصلي اسيمو

|                     | أسيمو الأصلي 2000.                                                   | أسيمو الجيل المقبل وفي نفس العام أيضاً                                                | أسيمو الجديد لاحقا في عام 2005                                                       |
| ------------------- | -------------------------------------------------------------------- | ------------------------------------------------------------------------------------ | ------------------------------------------------------------------------------------ |
| الكتلة              | 52 كجم                                                               | 54 كجم                                                                               | 54 كجم                                                                               |
| الطول               | 120 سم                                                               | 130 سم                                                                               | 130 سم                                                                               |
| العرض               | 45 سم                                                                | 45 سم                                                                                | 45 سم                                                                                |
| العمق               | 44 سم                                                                | 37 سم                                                                                | 37 سم                                                                                |
| سرعة المشي          | 1.6 كم / ساعة                                                        | 2.5 كم / ساعة                                                                        | 2.7 كم / ساعة 1.6 كم / ساعة (1 تحمل كيلوغراما)                                       |
| سرعة الجري          | -                                                                    | 3 كلم / الساعة                                                                       | 6 كلم / ساعة (على التوالي) 5 كم / ساعة (فوق)                                         |
| زمن الجو            | -                                                                    | 0.05 ثانية                                                                           | 0.08 ثانية                                                                           |
| البطارية            | النيكل 38.4 فولط/ 10 أمبير / 7.7 كجم تحتاج 4 ساعات للشحن الكامل      | أيونات الليثيوم 51.8 فولط/ 6 كغ تحتاج 3 ساعات للشحن الكامل                           | أيونات الليثيوم 51.8 فولط/ 6 كغ تحتاج 3 ساعات للشحن الكامل                           |
| وقت التشغيل المستمر | 30 دقيقة                                                             | من 40 دقيقة إلى ساعة واحدة (أثناء المشي)                                             | من 40 دقيقة إلى ساعة واحدة (أثناء المشي)                                             |
| درجات الحرية        | 26 (اثنتان في الرأس، وخمسة في كل ذراع، وستة في كل رجل، واحدة لكل يد) | 34 (ثلاثة في الرأس، وسبعة في كل ذراع، واثنان في كل رجل واحدة في الجذع، وستة في كل يد | 34 (ثلاثة في الرأس، وسبعة في كل ذراع، واثنان في كل رجل واحدة في الجذع، وستة في كل يد |

مصادر:     

'
من الممكن تشغيل أسيمو بواسطة منصة تشغيل وذلك عن طريق التحكم عن بعد. كما قامت هوندا بتصنيع وحدة المعالجة المركزية 3D (تتألف من ثلاثة طبقات مكدسة: المعالج، محول إشارة وبعض الذاكرة) لتشغيل سوبر أسيمو  أسيمو يسير بواسطة نظام التشغيل VxWorks.

### تقنية التعرف
مع ظهور طراز أسيمو 2000 أضافت هوندا العديد من الميزات التي تمكن أسيمو للتفاعل بشكل أفضل مع البشر. تندرج تحت هذه السمات 5 فئات:
1. التعرف على الأجسام المتحركة
يتم ذلك باستخدام المعلومات البصرية التي تحصل عليها الكاميرا المركبة على رأس أسيمو والتي تستطيع كشف تحركات عدة كائنات، وتقدير المسافة والاتجاه. تتضمن تطبيقات هذه الميزة ما يلي: القدرة على متابعة تحركات الأشخاص، واتباع شخص ما، أو إلقاء التحية على أي شخص يتقدم نحوه.
2. التعرف على الوضعيات والإيماءات
من الممكن لأسيمو تفسير مواقع وحركة اليد، والتعرف على الوضعيات والإيماءات. وبسبب هذا فإن أسيمو ليس فقط يستطيع الرد على وتوجيه الأوامر الصوتية فحسب وإنما أيضا على الحركات الطبيعية للبشر. هذا يمكنه على سبيل المثال من التعرف عندما يتقدم شخص لمصافحته أو عندما يلوح له شخص فيقوم بالرد عليه وفقا لذلك. كما يمكن أن يعترف على حركة الاتجاهات مثل الإشارة للاتجاهات.
3. التعرف على البيئة
يمكن أن يتعرف أسيمو على الأشياء وطبيعة الأرض والبيئة المحيطة وذلك يمكنه من أن يتصرف بطريقة آمنة تجاه نفسه وتجاه البشر القريبين منه. على سبيل المثال التعرف على الأخطار المحتملة مثل السلالم والتوقف والبدء في تفادي الارتطام بالبشر أو غيرها من الأجسام المتحركة.
4. تمييز الأصوات
تحسنت قدرة أسيمو على تحديد مصدر الصوت، ويمكنه التمييز بين أصوات الأشخاص وغيرها من الأصوات. كما أنه يستطيع الرد على اسمه، ومواجهة الناس عند الحديث، والتعرف على الأصوات المفاجئة التي تبدو غير عادية كتلك التي تصدر عند الاصطدام أو سقوط جسم ما والتوجه في ذلك الاتجاه. كما أنه قادر على الرد على الأسئلة، إما عن طريق موافقة قصيرة أو هز الرأس أو بواسطة جواب شفهي.
5. التعرف على الوجوه
أسيمو لديه القدرة على التعرف على الوجوه، حتى عندما يكون أسيمو أو الإنسان يتحرك. يمكن أن يتعرف بشكل فردي على ما يقرب من 10 وجوه. وعندما يتعرف على الوجه يقوم حالما باستخدام الاسم بالتخاطب معهم.

### الربط مع الشبكة
باستخدام الشبكات مثل الإنترنت من الممكن أن يوفر أسيمو معلومات ويعمل على نحو أفضل لمختلف التطبيقات التجارية، مثل الاستقبال. وتندرج قدراته تحت فئتين:
1. التكامل مع نظام شبكة المستخدم
من خلال ربطه مع شبكة المستخدم من الممكن لأسيمو القيام بالكثير من المهام المفيدة مثل تحية الزوار وإعلام الموظفين عن وصول زائرين من خلال نقل الرسائل والصور لوجوه الزوار وتوجيه الزوار إلى موقع محدد مسبقا.
2. الاتصال بالإنترنت
من خلال الحصول على المعلومات عن طريق شبكة الإنترنت، من الممكن لأسيمو على سبيل المثال، أن يقدم مستجدات الأخبار وحالة الطقس.